# マーサ・J・マクリ
マーサ・ジェーン・ミッチェル・マクリ（Martha Jane Mitchell Macri、1945年 -）は、アメリカ合衆国の言語学者。アメリカ州の先住民族の言語と文字、とくにマヤ語族とマヤ文字の研究で知られる。

## 略歴
マクリはチェロキー・ネーションに属し、オクラホマ州クレイグ郡ビニタで育った。子供のときにチェロキー文字を父から学んだ。
マクリはカリフォルニア州立大学フラトン校を1968年に卒業した。カリフォルニア大学バークレー校で1982年に修士、1988年にパレンケのマヤ語記述文法によって博士の学位を取得した。
1988年からカリフォルニア大学デービス校で教え、1994年に準教授、2000年に教授に昇任した。2013年に退官した後も研究教授をつとめている。

## 主な業績
1993年にラ・モハラの文字のカタログを、2003年と2009年にマヤ文字のカタログを出版した。
- Sign Catalog and Concordance of the La Mojarra Script. Pre-Columbian Art Research Institute. (1993)（Laura Stark と共著）
- A New Catalog of Maya Hieroglyphs. 1. University of Oklahoma Press. (2003)（碑文、Matthew Looper と共著）
- A New Catalog of Maya Hieroglyphs. 2. University of Oklahoma Press. (2009)（絵文書、Gabrielle Vail と共著）

マヤ研究者は1962年に書かれたジョン・エリック・シドニー・トンプソンのカタログを長年使ってきたが、ようやく新しい研究を反映したカタログが利用可能になった。
マヤ文字のそれぞれに関する学説を網羅する作業は学生時代の1983年に始めていた。1990年代からマヤ神聖文字データベースプロジェクト(MHDP)を進めた。
マクリはJ・P・ハリントンによって収集されたアメリカインディアン諸言語に関する記録の電子データ化プロジェクトを進めている。